# Strada statale 417 di Caltagirone
La strada statale 417 di Caltagirone (SS 417) è una strada statale italiana. Collega le città di Gela e Caltagirone, oltre ai centri ad esse relative, alla città di Catania.

## Descrizione
La strada ha inizio dalla strada statale 117 bis, a valle dell'abitato di Caltagirone, presso Niscemi, e ha termine con l'innesto sulla strada statale 192 a pochi chilometri dall'ingresso meridionale di Catania.
L'arteria è stata realizzata quale alternativa veloce e prioritaria alla strada statale 385, che corre parallelamente ad essa. Rispetto a quest'ultima, è strutturalmente più larga e priva di accessi diretti ai centri abitati (esempio Bivio Mineo o gli accessi diretti al centro di Palagonia).
Data la sua collocazione in pianura, risulta essere una strada molto veloce e priva di curve particolarmente angolate: nonostante ciò, almeno nei suoi primi tempi, risultava un tratto particolarmente pericoloso, specialmente per via della struttura degli svincoli per i centri abitati, poi rivisti attraverso la costruzione di rotatorie strategiche, oltre a periodiche messe in sicurezza e un ulteriore allargamento avvenuto tra gli anni novanta e duemila.
È previsto, entro il 2023, un raddoppio delle corsie (dal km 33, altezza Palagonia, alla fine della rotatoria per Mineo e per Raddusa, al km 66,5, qualche chilometro prima della confluenza con la SS 192) con strade locali parallele e una generale ristrutturazione, così da permettere l'alleggerimento del traffico e il miglioramento della sicurezza del tratto stradale.

### Tabella percorso
| di Caltagirone |                                        |      |           |
| Tipo           | Indicazione                            | ↓km↓ | Provincia |
|                | della Valle del Dittaino               | 0,0  | CT        |
|                | Contrada Torremuzza Contrada Fiumazza  |      | CT        |
|                | Contrada Torremuzza Contrada Maddalena |      | CT        |
|                | Base aerea di Sigonella                | 14,6 | CT        |
|                | per Primosole                          |      | CT        |
|                | per Scordia                            |      | CT        |
|                | per Palagonia, Contrada Iannarello     | 20,1 | CT        |
|                | Palagonia                              |      | CT        |
|                | per Palagonia, Ramacca                 | 30,6 | CT        |
|                | per Mongialino per Palagonia, Mineo    | 32,6 | CT        |
|                | per Mineo                              | 38,6 | CT        |
|                | per Mineo                              |      | CT        |
|                | per Grammichele, Mineo                 | 44,4 | CT        |
|                | Zona industriale di Caltagirone        | 50,2 | CT        |
|                | Variante di Caltagirone                |      | CT        |
|                | Bivio Molona Siracusana                | 55,7 | CT        |
|                | Centrale Sicula                        | 70,2 | CL        |